# Mamia Alassania
Pour les articles homonymes, voir Alassania.
Mamia Alassania (en géorgien : მამია ალასანია) (1943-1993) était un colonel des forces armées géorgiennes, défendant le gouvernement de la République autonome d'Abkhazie, une région de Géorgie, des combattants séparatistes et russes pendant le conflit qui se déroula en Abkhazie dans les années 1990. Lorsque le chef-lieu abkhaze de Soukhoumi tomba entre les mains des séparatistes soutenus par la Russie, Mamia Alassania, avec Jiouli Chartava, Gouram Gabiskiria, Guéno Adamia et les autres, refusa de fuir et fut capturé par la milice abkhaze. Il fut ainsi tué lors de la chute de Soukhoumi le 27 septembre 1993. 
Mamia Alassania est né dans la région géorgienne de Mingrélie le 6 mai 1943. Il termina l’École Polytechnique de Tbilissi et, plus tard, l’École supérieure de la Sécurité à Moscou. Pendant sa carrière professionnelle, Mamia Alassania servit dans le contre-espionnage presque 30 ans, avec deux missions en Afghanistan (1980-1981). Après la déclaration d’indépendance par la Géorgie en 1991, il fut nommé directeur adjoint de l’Agence de la Sécurité d’État du pays. En 1992-1993, Mamia Alassania fut investi par l’État d’une mission spéciale consistant à se rendre dans la région de Mingrélie afin de remédier à la confrontation civile existant.
L’emplacement de la tombe de Mamia Alassania en Abkhazie, Géorgie, demeure à ce jour inconnu.
Il est le père d'Irakli Alassania, ancien ministre.